# Novelle (Bandello)
Le Novelle sono l'opera principale di Matteo Bandello, pubblicate in quattro parti, di cui le prime tre a Lucca da Vincenzo Busdraghi nel 1554 e la quarta a Lione da Alessandro Marsili nel 1573, dopo la morte dell'autore. In totale, si contano 214 novelle.

## Struttura e importanza
Ogni novella è introdotta da un'epistola dedicatoria, indirizzata a personaggi contemporanei, in cui l'autore rivela la situazione in cui finge di aver ascoltato la storia che si accinge a narrare. Grande è la varietà di temi e registri di questi testi: si va dal tragico al grottesco, dal comico al farsesco, dall'osceno al patetico. Si osserva comunque una certa predilezione per il genere erotico e per gli "amori sfortunati".
I racconti tratti da questa raccolta, presto tradotta in altre lingue europee, furono fonte di diverse opere teatrali. Ad esempio, William Shakespeare conobbe la traduzione delle novelle e ne trasse il soggetto per le commedie Molto rumore per nulla e La dodicesima notte.

## Le novelle

### Prima parte (1554)
| Numero  | Titolo | Personalità a cui è stata dedicata                    |
| ------- | --- | ----------------------------------------------------- |
| I       | Buondelmonte de' Buondelmonti si marita con una, e poi la lascia per prenderne un'altra, e fu ammazzato. | Ippolita Sforza Bentivoglio                           |
| II      | Ariabarzane senescalco del re di Persia quello vuol vincer di cortesia; ove varii accidenti intervengono. | Prospero Colonna                                      |
| III     | Beffa d'una donna ad un gentiluomo ed il cambio che egli le ne rende in doppio. | Lucio Scipione Atellano                               |
| IV      | La contessa di Cellant fa ammazzare il conte di Masino e a lei è mózzo il capo. | Isabella d'Este                                       |
| V       | Quanto scaltritamente Bindoccia beffa il suo marito che era fatto geloso. | Francesco Acquaviva di Betonto                        |
| VI      | Il Porcellio romano si prende trastullo di beffar il frate confessandosi. | Cesare Fieramosca                                     |
| VII     | Baldoino di Fiandra in mare prende Giudit di Francia e la sposa per moglie. | Camilla Gonzaga di Gianfrancesco                      |
| VIII    | Giulia da Gazuolo, essendo per forza violata, in Oglio si getta, ove morí. | Pirro Gonzaga                                         |
| IX      | Un geloso ode la confessione de la moglie per mezzo d'un frate, e quella ammazza. | Lancino Curzio                                        |
| X       | Maometto imperador de' Turchi crudelmente ammazza una sua donna. | Giovanni Battista Schiaffenato                        |
| XI      | Un senatore, trovando la moglie in adulterio, fa l'adultero fuggire e salva il suo onore insieme con quello de la moglie. | Vincenzo Attellano                                    |
| XII     | Un senese truova la moglie in adulterio e la mena fuori e l'ammazza. | Pietro Barignano                                      |
| XIII    | La signora Camilla Scarampa, udendo esser tagliata la testa al suo marito, subito muore. | Camilla Scarampa                                      |
| XIV     | Antonio Perillo dopo molti travagli sposa la sua amante, e la prima notte sono dal folgore morti. | Mario Equicola                                        |
| XV      | Dui gentiluomini veneziani onoratamente da le mogli sono ingannati. | Aldo Manuzio                                          |
| XVI     | Nuovo accidente avvenuto è cagione che uno gode una donna non vi pensando piú. | Francesco Cantelmo di Sora                            |
| XVII    | Lucrezia vicentina innamorata di Bernardino Losco con lui si giace e con dui altri di Bernardino fratelli. | Paris Ceresaro                                        |
| XVIII   | Ottone terzo imperadore ama Gualdrada senza esser amato, e onoratamente la marita. | Violante Borromeo                                     |
| XIX     | Faustina e Cornelia, romane, diventano meretrici, e con astuzia hanno la grazia dei mariti. | Geronimo Adorno                                       |
| XX      | Galeazzo ruba una fanciulla a Padova e poi per gelosia e lei e se stesso uccide. | Antonio di Pirro                                      |
| XXI     | Mirabil beffa fatta da una gentildonna a dui baroni del regno d'Ongaria. | Ippolita Sforza Bentivolgio ed Alessandro Bentivoglio |
| XXII    | Narra il signor Scipione Attellano come il signor Timbreo di Cardona essendo col re Piero di Ragona in Messina s'innamora di Fenicia Lionata, e i varii e fortunevoli accidenti che avvennero prima che per moglie la prendesse. | Cecilia Gallerani                                     |
| XXIII   | Astuzia d'una fanciulla innamorata per salvar l'amante ed ingannar la nutrice. | Giacomo Francesco Bandello                            |
| XXIV    | Una donna falsamente incolpata è posta per ésca ai lioni e scampa, e l'accusatore da quelli è divorato. | Muzio Colonna                                         |
| XXV     | Mirabile astuzia usata da un ladro rubando ed ingannando il re de l'Egitto. | Lodovico Tizzone di Desana                            |
| XXVI    | Il signor Antonio Bologna sposa la duchessa di Malfi e tutti dui sono ammazzati. | Bartolomeo Ferraro                                    |
| XXVII   | Don Diego da la sua donna sprezzato va a starsi in una grotta, e come n'uscí. | Ermes Visconti                                        |
| XXVIII  | Varii accidenti e pericoli grandissimi avvenuti a Cornelio per amor d'una giovane. | Ippolita Visconti Atellana                            |
| XXIX    | Quanto semplicemente un cittadin forlivese rispondesse ad un frate che predicava. | Alessandro Pasolino                                   |
| XXX     | Diversi detti salsi de la viziosa e lorda vita d'un archidiacono mantovano. | Pirro Gonzaga                                         |
| XXXI    | Varie proposte e risposte di persone diverse prontamente dette. | Antonio Maria Montemerlo                              |
| XXXII   | Frate Francesco spagnolo volendo cacciar con inganni i giudei del regno di Napoli è imprigionato. | Lodovico di Ragona                                    |
| XXXIII  | Dui amanti si trovano la notte insieme, e il giovine di gioia si muore e la fanciulla di dolor s'accora. | Emilia Pia da Montefeltro                             |
| XXXIV   | Gandino bergamasco scrive i peccati de la moglie e gli dá al frate che ode la confession di quella e fa mille altre pazzie. | Lodovica Sanseverino Landriano                        |
| XXXV    | Nuovo modo di castigar la moglie ritrovato da un gentiluomo veneziano. | Paola Gonzaga                                         |
| XXXVI   | Disonestissimo amore di Faustina imperadrice e con che rimedii si levò cotal amore. | Isabella Trotta da Casate                             |
| XXXVII  | Una bella donna usa carnalmente con un leproso e al marito il manifesta, che si contenta che con altri uomini si congiunga. | Federico Gonzaga da Bozzolo                           |
| XXXVIII | Ingegnosa astuzia d'un povero uomo in cavar danari di mano ad un abbate e da la innamorata d'esso abbate. | Gianfrancesco Uberto                                  |
| XXXIX   | Filippo duca di Borgogna si mette fuor di proposito a grandissimo periglio. | Luigi Gonzaga                                         |
| XL      | Inganno usato da una scaltrita donna al marito con una subita astuzia | Giovanni de' Medici                                   |
| XLI     | Infelice esito de l'amore del re Masinissa e de la reina Sofonisba sua moglie. | Rinuccio Farnese                                      |
| XLII    | Il signor Didaco Centiglia sposa una giovane e poi non la vuole e da lei è ammazzato. | Camilla Bentivoglio                                   |
| XLIII   | Francesco Totto innamorato di madonna Bartolomea Calora, per gelosia di quella disperato, s'impicca. | Claudio Rangone di Francesco Maria                    |
| XLIV    | Il marchese Niccolò terzo da Este trovato il figliuolo con la matrigna in adulterio, a tutti dui in un medesimo giorno fa tagliar il capo in Ferrara.                                                                            | Baldassarre Castiglione                               |
| XLV     | Narra messer Filippo Baldo come Anna reina d'Ungaria amata da uomo di basso legnaggio quello magnificamente rimeritò, con molti belli accidenti.                                                                                 | Violante Bentivoglio Sforza                           |
| XLVI    | Narra messer Girolamo Cittadino in che modo madama Margarita di Scozia delfina di Francia onorasse maestro Alano poeta francese.                                                                                                 | Maddalena Sanseverino                                 |
| XLVII   | Il signor Gostantino Boccali si getta ne l'Adige ed acquista l'amore de la sua donna che prima non l'amava. | Giovanni Paolo I Sforza                               |
| XLVIII  | Il re Lodovico undecimo fa del bene a un guattero per un bel motto da quello detto argutissimamente. | Marcantonio I Colonna                                 |
| XLIX    | Anselmo Salimbene magnificamente operando libera il suo nemico da la morte e la sorella di quello prende per moglie. | Agostino Chigi                                        |
| L       | Una donna cortegiana in Lione pensando compiacer a chi a sua posta la teneva s'ammazza molto scioccamente. | Francesco Maria Molza                                 |
| LI      | Il cavalier Spada per gelosia ammazza se stesso ed anco la moglie perché non restasse viva dopo lui. | Sigismondo Fanzino da la Torre                        |
| LII     | Bellissima vendetta che fece uno schiavo de la morte del suo soldano contra un malvagio figliuolo di quello. | Pompeo Colonna                                        |
| LIII    | Beffa fatta da un contadino a la padrona e da lei al vecchio marito che era geloso con certi argomenti ridicoli. | Pietro Margano                                        |
| LIV     | Il Boientis repudia la moglie che si rimarita e poi anco esso Boientis la ripiglia pensando il suo rivale esser becco. | Antonio Cavriuolo                                     |
| LV      | Un castellano trovata la moglie in adulterio col suo signore gli ammazza, ond'egli con molti altri è miserabilmente morto. | Giangirolamo Castiglione                              |
| LVI     | Strana e meravigliosa usanza che era anticamente in Idrusa ove a ciascuno era lecito senza punizione del magistrato levarsi la vita. Degli orti de l'isola di Samo ed altre.                                                     | Marcantonio Bandello                                  |
| LVII    | Una cortesia usata da Mansor re e pontefice maomettano di Marocco ad un povero pescatore suo soggetto. | Isabella Gonzaga di Povino                            |
| LVIII   | Fra Filippo Lippi fiorentino pittore è preso da' mori e fatto schiavo e, per l'arte de la pittura, è fatto libero ed onorato. | Ginevra Rangoni                                       |
| LIX     | Uno divenuto geloso de la moglie credendo quella con l'adultero ammazzare, una sua figliuolina uccide. | Giorgio Beccaria                                      |

### Seconda parte (1554)
| Numero  | Titolo | Personalità a cui è stata dedicata          |
| ------- | --- | ------------------------------------------- |
| I       | Un prete avaro è gentilmente beffato da alcuni buon compagni che gl'involarono un grasso castrone. | Filippo Saulo                               |
| II      | Don Faustino con nuova invenzione de l'augello griffone gode del suo amore gabbando tutti i suoi popolani. | Ippolita Torelli                            |
| III     | Guglielmo tedesco con un piacevol argomento cava danari di mano ad un prelato che era con la sua innamorata. | Alfonso Visconti                            |
| IV      | Fra Francesco veneziano ama una donna che in un altro s'innamora e vuol far ammazzar il frate, il quale ammazza il rivale e la donna lascia per morta | Niccolò Salerno                             |
| V       | Fabio romano è da Emilia per gelosia ammazzato a ciò che un'altra per moglie non pigliasse, ed ella sovra di lui subito s'uccide. | Giovangiacomo Calandra                      |
| VI      | Ligurina rubata al sacco di Genova dopo lungo tempo è da' suoi conosciuta e messa in un monistero. | Domenico Saulo                              |
| VII     | L'abbate Gesualdo vuol rapir una giovane e resta vituperosamente da lei ferito, ed ella saltata nel fiume s'aiuta. | Paolo Antonio Soderini                      |
| VIII    | Crisoforo innamorato d'Apatelea per inganno prende di quella amoroso piacere, che sempre se gli era mostrata ritrosa | Giantomaso Gallerate                        |
| IX      | La sfortunata morte di dui infelicissimi amanti che l'uno di veleno e l'altro di dolore morirono, con varii accidenti. | Girolamo Fracastoro                         |
| X       | Piacevoli beffe d'un pittor veronese fatte al conte di Cariati, al Bembo e ad altri, con faceti ragionamenti. | Francesco della Torre                       |
| XI      | Una donna si trova in un tempo aver tre innamorati in casa e venendo il marito quello mirabilmente beffa. | Giovanni Emilio degli Emili                 |
| XII     | Il marito trovata la moglie in adulterio fa che impicca l'adultero e quella fa sempre in quella camera restare ove l'amante era impiccato. | Gherardo Boldero                            |
| XIII    | Maometto imperador de' turchi ammazza i fratelli, i nipoti e i servidori con inudita crudeltá vie più che barbara. | Guido II Rangoni                            |
| XIV     | Meguolo Lercaro genovese battuto da un favorito de l'imperadore di Trebisonda gli fa di molti danni. | Cesare Fregoso                              |
| XV      | Alessandro duca di Firenze fa che Pietro sposa una mugnaia che aveva rapita e le fa far molto ricca dote. | Luigi Gonzaga di Castiglione                |
| XVI     | Bell'atto di giustizia fatto da Alessandro Medici duca di Firenze contra un suo favorito cortegiano. | Annibale Gonzaga di Nuvolara, di Giampietro |
| XVII    | La moglie d'un bresciano imbriaca si pensa esser ita in paradiso e dice di gran pappolate. | Lelio Filomarino                            |
| XVIII   | Piacevole e faceto detto d'un tedesco in una publica festa circa il bere, e la festa a Napoli si faceva. | Livio Liviano                               |
| XIX     | Il re Lodovico undecimo con arguto risposta morde Lodovico suo genero duca d'Orliens. | Pietro Francesco di Noceto                  |
| XX      | Uno truova la moglie con un prete e quella ammazza e fa che il prete da se medesimo si castra. | Antonio Maria Colorno                       |
| XXI     | Sesto Tarquinio sforza Lucrezia ed è cacciato da Roma | Lucrezia Gonzaga                            |
| XXII    | Il signor Giovanni Ventimiglia ama Lionora Macedonia e non è amato. Egli si mette ad amar un'altra. Essa Lionora poi ama lui e non essendo da lui amata si muore | Paolo Battista Fregoso                      |
| XXIII   | Un abbate si libera da un grave giudizio con una pronta e faceta risposta data ai signori senatori. | Michele Brivio                              |
| XXIV    | Un frate minore con nuovo inganno prende d'una donna amoroso piacere, onde ne séguita la morte di tre persone ed egli si fugge. | Costanza Rangoni                            |
| XXV     | Un geloso fuor di proposito per téma del fuoco salta giú da alto e morendo lascia la moglie erede universale. | Girolamo da Salerno                         |
| XXVI    | Luchino Vivaldo ama lungo tempo e non è amato; poi, essendo in libertá sua di goder l'amata donna, se n'astiene. | Argentina d'Oria Fregoso                    |
| XXVII   | Istoria de l'origine dei signori marchesi dal Carretto ed altri marchesati in Monferrato e ne le Langhe. | Paolo Matteo del Carretto                   |
| XXVIII  | Il giudice di Lucca si giace con una donna e fa metter in pregione il marito di quella, con varii accidenti. | Marcantonio Giglio                          |
| XXIX    | Carlo Savonaro fa una beffa a lo zio e fassi consegliero di Tolosa con i danari del zio. | Atanasio degli Atanasi                      |
| XXX     | L'abbate di Begné fa una musica porcellina e prontamente risponde al suo re e si libera da una domanda. | Giano Fregoso                               |
| XXXI    | Amore di messer Gian Battista Latuate e l'errore ov'era intricato, con l'arguta risposta de la sua innamorata. | Marco Pio di Carpi                          |
| XXXII   | Varii accidenti avvenuti ad un giovane in amore. E d'un pazzo. | Giulio Cesare Scaligero                     |
| XXXIII  | Infortunato ed infausto amore di madama di Cabrio provenzale con un suo procuratore e morte di molti. | Anna de la Vigueria                         |
| XXXIV   | Francesco Frescobaldi fa cortesia ad uno straniero e n'è ben rimeritato, essendo colui divenuto contestabile d'Inghilterra. | Ludovico Rangoni                            |
| XXXV    | Un gentiluomo navarrese sposa una che era sua sorella e figliuola non lo sapendo. | Girolamo Ongaro                             |
| XXXVI   | Nicuola innamorata di Lattanzio va a servirlo vestita da paggio e dopo molti casi seco si marita, e ciò che ad un suo fratello avvenne. | Nicolò d'Arco                               |
| XXXVII  | Odoardo terzo, re d'Inghilterra, ama la figliuola d'un suo soggetto e la piglia per moglie. | Giorgio d'Armagnac                          |
| XXXVIII | Temeraria presunzione d'uno innamorato, e la morte di quello, perché strabocchevolmente e senza conseglio si governò. | Francesco Ravaschieri                       |
| XXXIX   | Una donna, stata lungo tempo concubina d'un prete, avuta da quello licenza, s'appicca ne la propria camera d'esso prete. | Stefano Coniolio                            |
| XL      | Una vertuosa giovane, veggendosi abbandonata dal suo amante, s'avvelena, secondo il parer suo, bevendo un'acqua non velenosa. | Anne de Polignac                            |
| XLI     | Uno di nascoso piglia l'innamorata per moglie e va a Barutti. Il padre de la giovane la vuol maritare: ella di dolore svenisce e per morta è seppellita. Quel dí medesimo ritorna il vero marito e la cava de la sepoltura, e s'accorge che non è morta, onde la cura e poi le nozze solenni celebra. | Carlo Bracchietto di Mangili                |
| XLII    | Pietro Simone in Zelanda con astuzia piglia per moglie la figliuola del suo nemico e con lui fa la pace. | Giovanni Piscolla                           |
| XLIII   | Inganno de la reina Maria di Ragona al re Pietro suo marito per aver da lui figliuoli. | Giovanni Battista Olivi                     |
| XLIV    | Amore di don Giovanni di Mendozza e de la duchessa di Savoia, con varii e mirabili accidenti che vi intervengono. | Filippo Baldo                               |
| XLV     | Giocosa astuzia di don Bassano a liberarsi dal suo vescovo che lo voleva incarcerare per praticar con le monache. | Daniello Buonfiglio                         |
| XLVI    | Atto memorabile di Massimigliano Cesare che usó verso un povero contadino ne la Magna, essendo a la caccia. | Massimiliano II d'Asburgo                   |
| XLVII   | Piacevole e ridicolo inganno usato da una gentildonna ad un suo amante che teneva alquanto de lo scemo. | Giulio Fregoso                              |
| XLVIII  | Piacevol beffa d'un religioso conventuale giacendosi nel monastero con una meretrice. | Girolamo Aieroldo                           |
| XLIX    | Clemenzia d'un lione verso una giovanetta, che gli levò un cane fuor degli unghioni senza ricever nocumento alcuno. | Ettore Fregoso, di Cesare                   |
| L       | Arnaldo trombetta perde quanto ha a primiera, e al correr de l'anello guadagna assai più e si rimette in arnese. | Marcantonio Cavazza                         |
| LI      | Isabella da Luna spagnuola fa una solenne burla a chi pensava di burlar lei. | Gian Michele Bandello                       |
| LII     | Maomet affricano signore di Dubdú vuol rubare a Saich re di Fez una città, e il re l'assedia in Dubdú e gli usa una grandissima liberalitá. | Angelo del Bufalo                           |
| LIII    | Giacomo Bellini senza cagione diventa geloso de la moglie e spesso le dá de le busse, onde ella lo manda a Corneto. | Galeazzo Sforza di Pesaro                   |
| LIV     | Lione Aquilino con astuzia tanto fa che possiede la donna amata, ove intervengono diversi accidenti. | Alessandro Bentivoglio                      |
| LV      | Seleuco re de l'Asia dona la moglie sua al figliuolo che n'era innamorato e fu scoperto dal fisico gentile con ingegnosa invenzione. | Margherita Pia di Montefeltro               |
| LVI     | Infelicissimo amore di due dame reali e di dui giovini cavalieri che miseramente furono morti. | Benedetto Tonso                             |
| LVII    | Uno si giace con la propria moglie non conosciuto da lei ed insegna altrui a far il medesimo assai scioccamente. | Enea Pio di Carpi                           |
| LVIII   | Niccolò senese da la sua innamorata disprezzato per disperazione da se medesimo s'impicca. | Stefano Dolcino                             |
| LIX     | Sciocca semplicitá d'un tedesco che avendo mandato il padrone a Corneto glielo manifesta con sue sciocche parole. | Lorenzo Zaffardo                            |

### Terza parte (1554)
| Numero  | Titolo | Personalità a cui è dedicata    |
| ------- | --- | ------------------------------- |
| I       | Pandolfo del Nero è sepellito vivo con la sua innamorata, ed esce per nuovo accidente di periglio. | Ginevra Sforza Bentivoglio      |
| II      | Un dottor vecchio si mette per goder amorosamente una bella giovane, ed essendo seco nulla puote far giá mai. | Marco Antonio Sabino            |
| III     | Un giovine si marita in una semplicissima fanciulla, che la seconda notte al marito tagliò via il piombino e i perpendicoli. | Giovanbattista Oddo da Matelica |
| IV      | Pietro de lo speziale del «Pomo d'oro» in Vinegia gioca quanto può avere, e, mancandogli danari per poter giocare, ammazza una vedova sua zia, insieme con dui figliuoli e una massara. Preso dai sergenti di corte, s'avvelena, e di lui cosí morto si fa giustizia. | Giovanni Gloriero               |
| V       | Bellissima vendetta fatta dagli eliensi contra Aristotimo crudelissimo tiranno e la morte di quello, con altri accidenti. | Manfredi II da Correggio        |
| VI      | In Parigi un servitore si giace con la padrona e, scopertosi il fatto, gli è tagliato il capo. | Francesco Taverna               |
| VII     | Arnolfo fiandrese si finge esser di gran legnaggio ed inganna una fanciulla, con altri accidenti e morte di lui | Sigismondo Olivo                |
| VIII    | Don Bartolomeo da Bianoro rimanda indietro un ducato doppio avuto d'elemosina, e non lo riavendo si fa dar de le staffilate. | Tommaso Castellano              |
| IX      | Istoria de la continenza del re Ciro ed amore coniugale di Pantea. | Antonio Fileremo Fregoso        |
| X       | Fra Bernardino da Feltro, volendo porre san Francesco sovra tutti i santi, è da uno scolare beffato. | Cristoforo Bandello             |
| XI      | Dui giovini vestiti di bianco sono con una burla da un altro giovine beffati. | Gian Lodovico II Pallavicino    |
| XII     | Arguta invenzione d'un eccellente predicatore per confutare una grandissima menzogna d'un altro predicatore. | Girolamo Ticione                |
| XIII    | Leonzio da Castrignano ama la Neera e poi l'abbandona, ed ella in un pozzo si affoga. | Elia Sartirana                  |
| XIV     | Bellissima invenzione a confutare l'indiscreta devozione ed affetto non sano d'alcuni ignoranti frati. | Leandro Alberti                 |
| XV      | Morte miserabile del re Carlo di Navarra per soverchia libidine ne la sua vecchiezza. | Giasone del Maino               |
| XVI     | Bigolino calabrese fa una beffa al vescovo di Reggio suo padrone per mezzo di certe cedule false. | Pietro Fregoso di Novi          |
| XVII    | Il signor Filiberto s'innamora di madonna Zilia che per un bacio lo fa star lungo tempo mutolo, e la vendetta ch'egli altamente ne prese. | Margarita Pelletta Tizzona      |
| XVIII   | Rosimonda fa ammazzare il marito, e poi se stessa e il secondo marito avvelena, accecata da disordinato appetito. | Pietro II Cardona               |
| XIX     | Paolina romana sotto specie di religione è da l'amante suo ingannata ed i sacrificii d'Iside disfatti | Giacomo Antiquario              |
| XX      | Una solennissima beffa fatta da una donna al marito, con molti accidenti, per via d'incantagioni. | Domenico "Strascino" Campana    |
| XXI     | Uno schiavo battuto dal padrone ammazza la padrona con i figliuoli e poi se stesso precipita da un'alta torre. | Vincenzo Coscia                 |
| XXII    | Ambrogiuolo va per giacersi con la Rosina ed è preso, ed altresí giace con lei quell'istessa notte. | Graziosa Pia                    |
| XXIII   | Galeazzo Valle ama una donna e la fa ritrarre, e quella del pittore s'innamora e più non vuol vedere esso Galeazzo. | Aloise da Porto                 |
| XXIV    | Una giovanetta, essendo suo fratello da uno sbirro assalito, ammazza esso sbirro ed è da la giustizia liberata. | Cesare Trivulzio                |
| XXV     | Gian Maria Vesconte, secondo duca di Milano, fa interrare un parrochiano vivo, che non voleva seppellire un suo popolano se non era da la moglie di quello pagato. | Girolamo Cittadino              |
| XXVI    | Il capitano Biagino Crivello ammazza nel monte di Brianza un prete per aver il beneficio per un suo parente. | Gian Giacomo Gallarate          |
| XXVII   | Una giovane innamorata, inebriando la sua vecchia, si ritruova col suo amante e si godono insieme. | Gian Cristoforo Confalonero     |
| XXVIII  | Fra Michele da Carcano predicando in Firenze è beffato da un fanciullo con un pronto detto. | Francesco Maria Trovamala       |
| XXIX    | Sotto specie di far alcuni incantesimi, uno scolare di paura se ne more, essendo in una sepoltura. | Carlo Attellano                 |
| XXX     | Un prete castrato porta a dosso i testicoli, ed una fanciulla glieli mangia, credendo che fossero fichi. | Girolamo Pellizzaro             |
| XXXI    | Un giovine milanese, innamorato d'una cortegiana in Vinegia, s'avvelena veggendosi da quella non esser amato. | Giovanni Rotario                |
| XXXII   | Pronto ed arguto detto d'un buffone a la presenza del duca Galeazzo Sforza contra i frati carmeliti. | Francesco Riario-Sforza         |
| XXIII   | Un vecchio innamorato è cagione de la morte sua e del proprio figliuolo per gelosia d'una femina. | Roberto Sanseverino             |
| XXIV    | Il signor Girolamo de la Penna in Pollonia chiede ostie per pigliar de le pillole e, per non l'intendere, a tutti i modi vogliono communicarlo. | Ippolita Fioramonte             |
| XXXV    | Un dottore cambia vestimenti col marito de la sua innamorata, e si giace con lei da mezzogiorno. | Ginevra Bentivoglio Pallavicino |
| XXXVI   | Il gran maestro di Francia argutamente riprende il re Lodovico undecimo d'un errore che faceva. | Gian Angelo Simoneta            |
| XXXVII  | Teodoro Zizimo sprezzato da la sua innamorata s'ammazza in Ragusa. | Tomaso Pagliearo                |
| XXXVIII | Il Peretto mantovano, essendo in Modena, è da le donne per giudeo beffato per la sua poca ed abietta presenza. | Francesco Silvestri da Ferrara  |
| XXXIX   | Don Giovanni Emanuel ammazza sette mori ed entra nel serraglio dei lioni e ne esce salvo per amor di donna. | Gasparo Maino                   |
| XL      | Antonio Caruleo fa rubare una bellissima cavalla, a la fine resta beffato dal padrone de la cavalla. | Onorato da Fondi                |
| XLI     | Varii e bei motti con pronte risposte date a tempo esser bellissimi e giovare spesse fiate. | Giovanni Tolentino              |
| XLII    | Un atto ancor che incivile può esser commendato secondo il tempo e il luogo e il proposito a che si fa. | Annibale Attellano              |
| XLIII   | Don Anselmo e don Battista, credendosi giacer con una donna, sono scornati ne la publica piazza di Como. | Francesco Tanzio Cornigero      |
| XLIV    | Beffa fatta da un asino al priore di Modena e ai frati, essendo egli entrato in chiesa la notte. | Urbano Landriano                |
| XLV     | Il duca Galeazzo Sforza fa suo consegliero il Cagnuola, conosciutolo giusto e saldo nei giudici. | Ludovico Castiglione            |
| XLVI    | Una greca, veggendo un pescatore senza brache, si giace con lui, tratta dal gran pendolone che gli vide ondeggiare fra le gambe. | Nicolò Amanio                   |
| XLVII   | Uno diviene geloso de la moglie, la quale s'innamora d'un trombetta e con lui se ne fugge, e poi torna al marito. | Giulio Manfrone                 |
| XLVIII  | Facete e pronte parole di Roderico sivigliano in diverse materie molto bene a proposito dette. | Giacomo Filippo Sacco           |
| XLIX    | Un predicatore ammaestra un pazzo che quando sarà richiesto gridi: «Pace, pace!», e chiamato, gridò che voleva metter il diavolo in inferno. | Gianfrancesco Gonzaga           |
| L       | Petriello segue per mare la rubatagli moglie e con lei lieto e ricco a casa se ne ritorna per cortesia del re di Tunisi. | Girolamo Archinto               |
| LI      | Beffa fatta da una bresciana al suo marito col mezzo d'un tedesco che le scuoteva il pelliccione e non seppe usar la sua ventura. | Francesco Berna                 |
| LII     | Pandora, prima che si mariti e dopo, compiace a molti del suo corpo, e per gelosia d'un suo amante che ha preso moglie ammazza il proprio figliuolo. | Ippolita Sanseverino Vimercati  |
| LIII    | Tomasone Grasso, usuraio grandissimo, fa predicar contra gli usurai per restar egli solo a prestar usura in Milano. | Giovanni Castiglione            |
| LIV     | Invitato il re di Ragona a certe nozze, s'innamora de la sposa e la piglia per moglie il giorno de le nozze. | Giulia Sanseverino Maino        |
| LV      | Infinita malvagitá d'un dottore in beffarsi del demonio, come se non fosse inferno né paradiso. | Bartolomeo Canossa              |
| LVI     | Un prete con una pronta risposta mitiga assai l'ira del suo vescovo che voleva imprigionarlo. | Cristoforo Cerpelio             |
| LVII    | Un dottore vecchio si marita, e la moglie con uno scolare si dá buon tempo mentre il dottore attende a studiare. | Giovanni Marino                 |
| LVIII   | Ritrovato in letto con una vedova, un gentiluomo, quella sposa per moglie, e morto che fu, ella d'uno s'innamora, e da quello lasciata, si fa monaca. | Niccolò di Buonleo              |
| LIX     | Il conte Filippo trova la moglie in adulterio, e quella fa morire insieme con l'adultero ed una camerera. | Veronica Gambara                |
| LX      | Morte miserabile di dui amanti, essendo lor vietato di sposarsi da Enrico ottavo re d'Inghilterra. | Lorenzo Strozzi                 |
| LXI     | Fra Filippo de l'ordine dei minori, non possendo goder la sua innamorata, si castra e le presenta il membro tagliato via. | Ridolfo Gonzaga                 |
| LXII    | De le molte mogli del re d'Inghilterra e morte de le due di quelle, con altri modi e varii accidenti intervenuti. | Domenico Cavazza                |
| LXIII   | Debito castigo dato ad un canonico che con mirabile invenzione aveva ingannato un suo vicino. | Guidone Golardo di Brasaco      |
| LXIV    | Il marito d'una buona donna senza cagione divien geloso di lei e a caso da quella è ammazzato, a la quale è mozzo il capo. | Francesco Poggio                |
| LXV     | Una simia, essendo portata una donna a seppellire, si veste a modo de la donna quando era inferma e fa fuggire quelli di casa. | Galeazzo Valle                  |
| LXVi    | Un mercadante vuol ingannare un fiorentino, ed egli resta l'ingannato ed è da la giustizia punito | Agostino Aldegatto              |
| LXViI   | Il soldano de l'Egitto usò gran gratitudine verso Enrico duca de gli vandali suo prigionero. | Cesare Fregoso                  |
| LXViII  | Messer Marco Antonio Cavazza in meno di due settimane casca in varii e strani accidenti, e, fatto schiavo di mori, vien liberato con sua buona fortuna. | Giovanni Bianchetto             |

### Quarta parte (1573)
| Numero | Titolo | Personalità a cui è dedicata                    |
| ------ | --- | ----------------------------------------------- |
| I      | Uno si finge essere Baldoino conte di Fiandra e imperadore di Constantinopoli, che diciotto anni innanzi in Oriente era morto. Suscitò questo falso Baldoino gran romoriin Annonia, provincia che fu del vero Baldoino. Ma a la fine per uno truffatore fu da la contessa del paese fatto publicamente impiccare.              | Carlo Cornaro                                   |
| II     | Uno corteggiano va a confessarsi e dice che ha avuto volontá di ancidere uno uomo, ben che effetto nessuno non sia seguíto. Il buon frate, che era ignorante, nol vuole assolvere, dicendo che «voluntas pro facto reputatur» e che bisogna avere l'autoritá del vescovo di Ferrara. Su questo una beffa che al frate è fatta. | Aloisio Gonzaga                                 |
| III    | Crudeltá di Amida figliuolo di Muleasse re di Tunesi contra esso suo padre in privarlo del regno e fargli acciecare gli occhi. | Alessandro Costa Polonghera                     |
| IV     | Arnolfo duca di Gheldria dal proprio figliuolo è privato del dominio e posto in prigione. Dapoi, essendo restituito nel ducato, priva il figliuolo de la ereditá, e da' gantesi esso ribaldo figliuolo è vituperosamente morto.                                                                                                | Ludovico Guerriero (Ludovico Guerrieri Gonzaga) |
| V      | Lungo, fortunato e segreto amore di dui amanti, che in grande gioia vissero congiunti insieme per nodo maritale. Scopertosi poi il caso loro, per malignitá de la duchessa di Borgogna, amendui miseramente se ne morirono. | Antonia Bauzia                                  |
| VI     | Bella vendetta fatta da' frati menori contro li mugnai di Parigi, che gli aveano sforzati a ballare. | Gian Domenico Aieroldo                          |
| VII    | Accorto avedimento di una fantesca a liberare la padrona e l'innamorato di quella da la morte. | Giulio Calestano                                |
| VIII   | Romilda, duchessa del Friuli, si innamora di Cancano re de' Bavari che il marito ucciso le avea. Si accorda seco di darli la città, se la piglia per moglie. Il fine di lei, degno de la sua sfrenata lussuria. | Paolo Pansa                                     |
| IX     | Alfonso decimo re di Spagna repudia la moglie, non potendo aver figliuoli, e sposa una altra. Ma avanti le nozze la prima moglie si trova gravida, onde Alfonso ripiglia la prima e marita questa seconda nel proprio di lui fratello.                                                                                         | Lodovico Dante Alighieri                        |
| X      | Francesco da Carrara, signore di Padoa, si innamora di una sua cittadina e la gode. La moglie di Francesco se ne avede e il dice al marito de la innamorata del signore, e, con lui accordata, amorosamente si godeno. | Ottonello Pasini                                |
| XI     | Eccellino primo da Romano, cognominato Balbo, rapisce una giovane promessa a uno suo nepote, onde grandissimi incendii, morti di uomini e roina di molte castella ne seguirono. | Benedetto da Mondolfo                           |
| XII    | Cassano re de la Tartaria veggendo uno manifesto miracolo si converte con tutti li suoi a la fede cristiana. | Federico Sanseverino                            |
| XIII   | Bella astuzia del duca Galeazzo Sforza a ingannare uno de li suoi consilieri, di cui godeva amorosamente la moglie. | Francesco Peto Fondano                          |
| XIV    | Uno scolare in uno medesimo tempo in uno istesso letto gode due sue innamorate, e l'una non si accorge de l'altra. | Clara Visconti Pusterla                         |
| XV     | Guglielmo, duca di Acquitania, persecutore de li catolici, a la fine pentito de li suoi peccati, abbandona il ducato e va, | Geronimo Bandello                               |
| XVI    | Castigo dato a Isabella Luna meretrice per la inobedenzia a li commandamenti del governatore di Roma. | Bernardo di san Bonifacio                       |
| XVII   | Fece il Gonnella una brutta paura al marchese Nicolò di Ferrara, liberandolo da la quartana, il quale, con una altra paura volendo beffare esso Gonnella, fu cagione de la morte di quello. | Geronimo de la Penna                            |
| XVIII  | Prodezza mirabile di una giovanetta in servare la patria contra turchi, da la Signoria di Venezia magnificamente rimeritata. | Giovanna Sanseverino Castiglione                |
| XIX    | La origine de la nobilissima casa di Savoia, che da stirpe imperiale discese. | Margherita d'Angoulême                          |
| XX     | Piacevole beffa fatta in Ferrara dal Gonnella a' frati menori e il gastigo che volevano darli, e come si liberò da le loro mani. | Francesco Bernardino Vimercate                  |
| XXI    | La moglie di uno gentiluomo amorosamente si dá buon tempo con il compagno del marito, e di modo abbarbaglia esso marito che non può credere mal di lei. | Galasso Landriano di Pandino                    |
| XXII   | Subita astuzia di uno scolare in nascondersi, essendo con l'innamorata e volendo il marito intrar in camera. | Giovanni Comino                                 |
| XXIII  | Il Gonnella fa una piacevole beffa al marchese Nicolò da Este, signor di Ferrara e suo padrone. | Antonio Sbarroia                                |
| XXIV   | Ridicola e vituperosa beffa fatta da uno bergamasco a Fracasso da Bergomo, che, credendo profumarsi la barba e capelli di odorata composizione, si impastricciò di fetente sterco. | Tomaso Ronco da Modena                          |
| XXV    | Ciò che facesse una ricca, nobile e forte bella gentildonna rimasa vedova. Né più si volendo rimaritare, né possendo contenersi, con che astuzia provide a li suoi bisogni. | Berlingiero II Caldora                          |
| XXVI   | Il Gonnella fa una burla a la marchesa di Ferrara e insiememente a la propria moglie; e volendo essa marchesa di lui vendicarsi, egli con subito argomento si libera. | Paolo Silvio                                    |
| XXVII  | Simone Turchi ha nemistá con Gieronimo Deodati lucchese: seco si reconcilia, e poi con inaudita maniera lo ammazza, ed egli vivo è arso in Anversa. | Guglielmo Lurio                                 |
| XXVIII | Uno drappieri di Lione, per andar la notte a giacersi con una sposa, fece certi patti con uno suo garzone di bottega, e lo fa coricarsi in letto appo la moglie. Il giovane, scordatosi li patti, tutta la notte amorosamente se prese piacere con la padrona, e ciò che poi avvenne.                                          | Gian Pietro Usperto                             |

## Edizioni

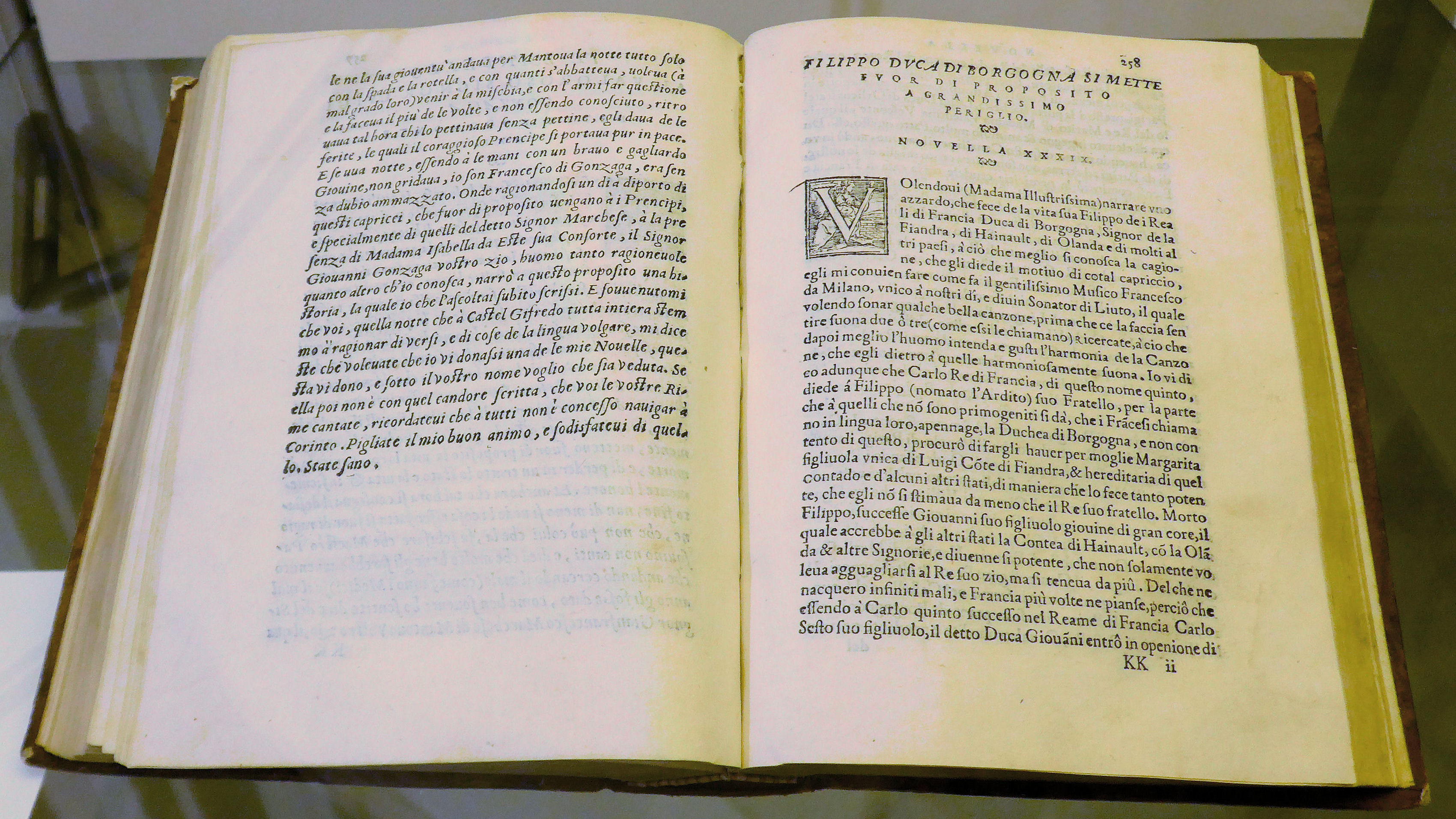
Novelle, prima edizione, Lucca 1554, MAST Castel Goffredo

- La prima parte de le Novelle, In Lucca, per il Busdrago, 1554.
- La seconda parte de le Novelle, In Lucca, per il Busdrago, 1554.
- La terza parte de le Novelle, In Lucca, per il Busdrago, 1554.
- La quarta parte de le Novelle nuovamente composte né per l'adietro date in luce, In Lione, appresso Alessandro Marsilij, 1573.
- Novelle, 9 voll., Milano, per Giovanni Silvestri, 1813.
- Le quattro parti de le Novelle, riprodotte sulle antiche stampe di Lucca (1554) e di Lione (1573), a cura di Gustavo Balsamo-Crivelli, 4 voll., Torino, Unione tipografico-editrice torinese, 1910-1911.
- Le novelle, a cura di Gioachino Brognoligo, 5 voll., Bari, Gius. Laterza & figli, 1910-1912.
- Le novelle, 4 voll., Firenze, Salani, 1930.
- Le novelle, a cura di Bruno Cagli, 6 voll., Bologna, Sampietro editore, 1967-1968.
- Novelle, a cura di Giuseppe Guido Ferrero, Torino, Unione tipografico-editrice torinese, 1974.
- Novelle, premessa al testo e note di Ettore Mazzali, Milano, Biblioteca universale Rizzoli, 1990, ISBN 88-17-16748-7.
- Le novelle, a cura di Delmo Maestri, 4 voll., Alessandria, Edizioni dell'Orso, 1992-1996, ISBN 88-7694-050-2.